# Château de Poggio
Le Château de Poggio (en italien : Castel di Poggio), est un château de style médiéval situé dans la commune de Fiesole (ville métropolitaine de Florence) en Toscane.

## Historique
Le bâtiment remonte en grande partie à la fin du XIXe siècle, reconstruisant dans le style médiéval le complexe détruit en 1348 par la seigneurie de Florence pour supprimer le fief de Manzecca.
Les vestiges du château furent achetés en 1469 par la famille Alessandri, qui le reconstruisit, en en faisant une demeure seigneuriale. Passé au XVIIe siècle aux Girolami, il fut ensuite la propriété des Bonaccorsi et, après la faillite de la famille, des Marucelli. Une plaque sur la chapelle rappelle qu'à partir de 1826 elle appartenait aux Brunaccini, suivis des Mantellini, des Casini et enfin des Forteguerri. 
Les transformations les plus significatives remontent à cette dernière période, qui transforma la propriété en une forteresse rustique. Une seule tour est originale, même si elle a été altérée par la reconstruction des remparts, mais les bâtiments modernes s'intègrent bien à la partie ancienne, créant un ensemble évocateur.
Les Baduel, derniers propriétaires, ont légué le château à une fondation, qui l'administre encore aujourd'hui après en avoir fait un centre culturel.
La cour est gazonnée et ombragée par des pins et des cyprès épars. La grande forêt autour du château qui fait partie de la propriété est composée de chêne vert, de châtaignier, de chêne et de cyprès, parsemée de statues et de quelques oliviers conservés en pelouse.

## Galerie

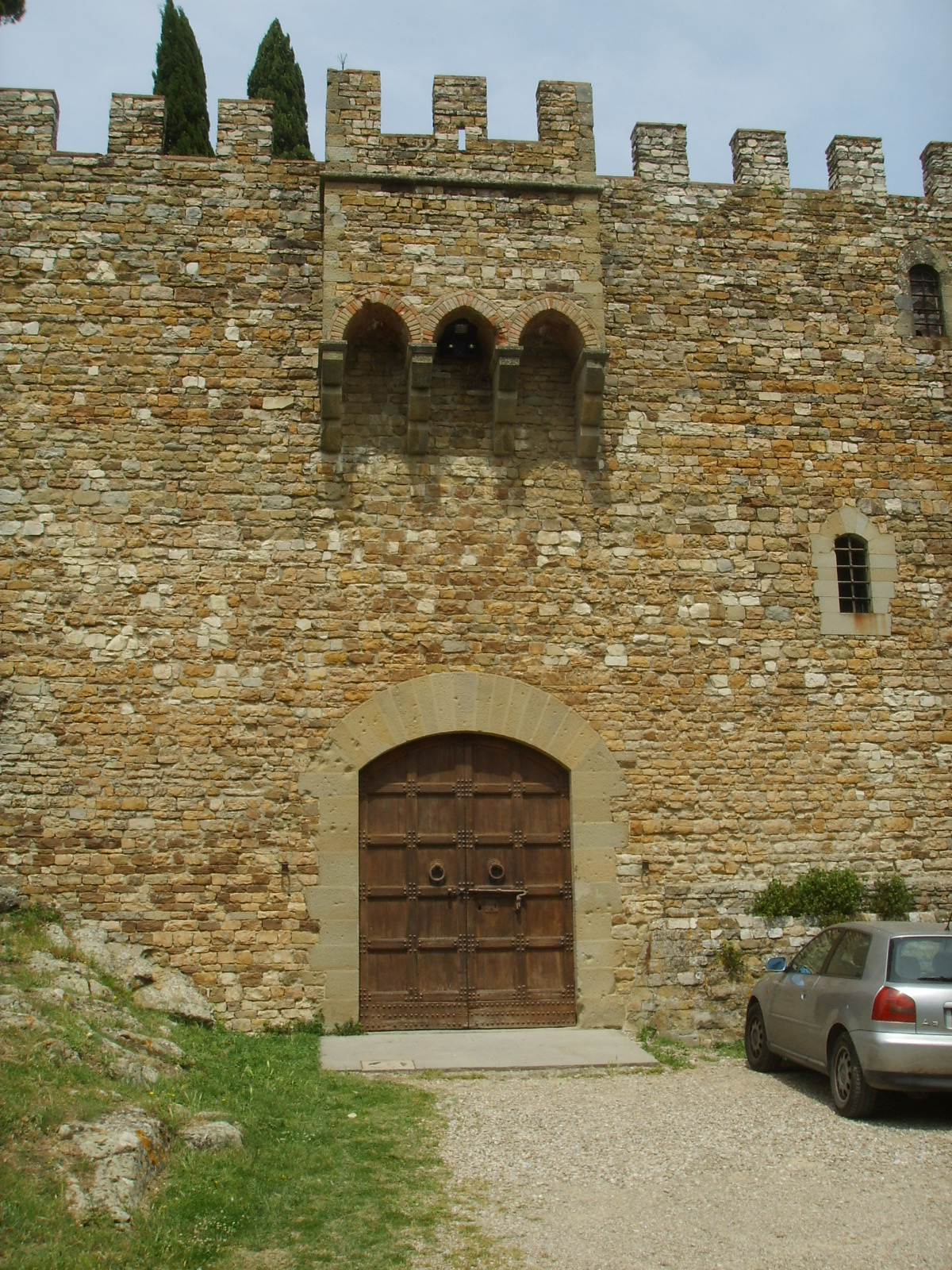
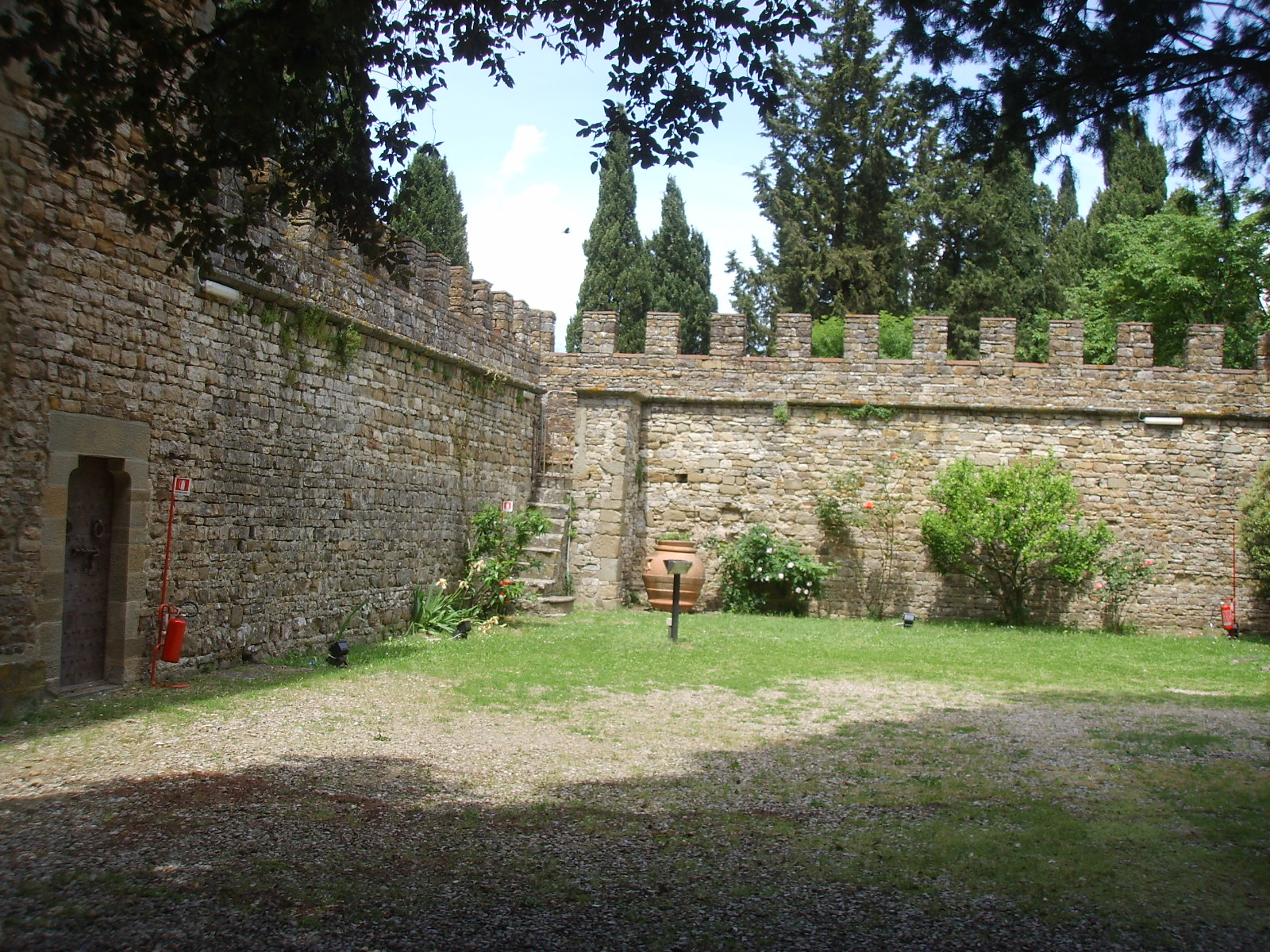
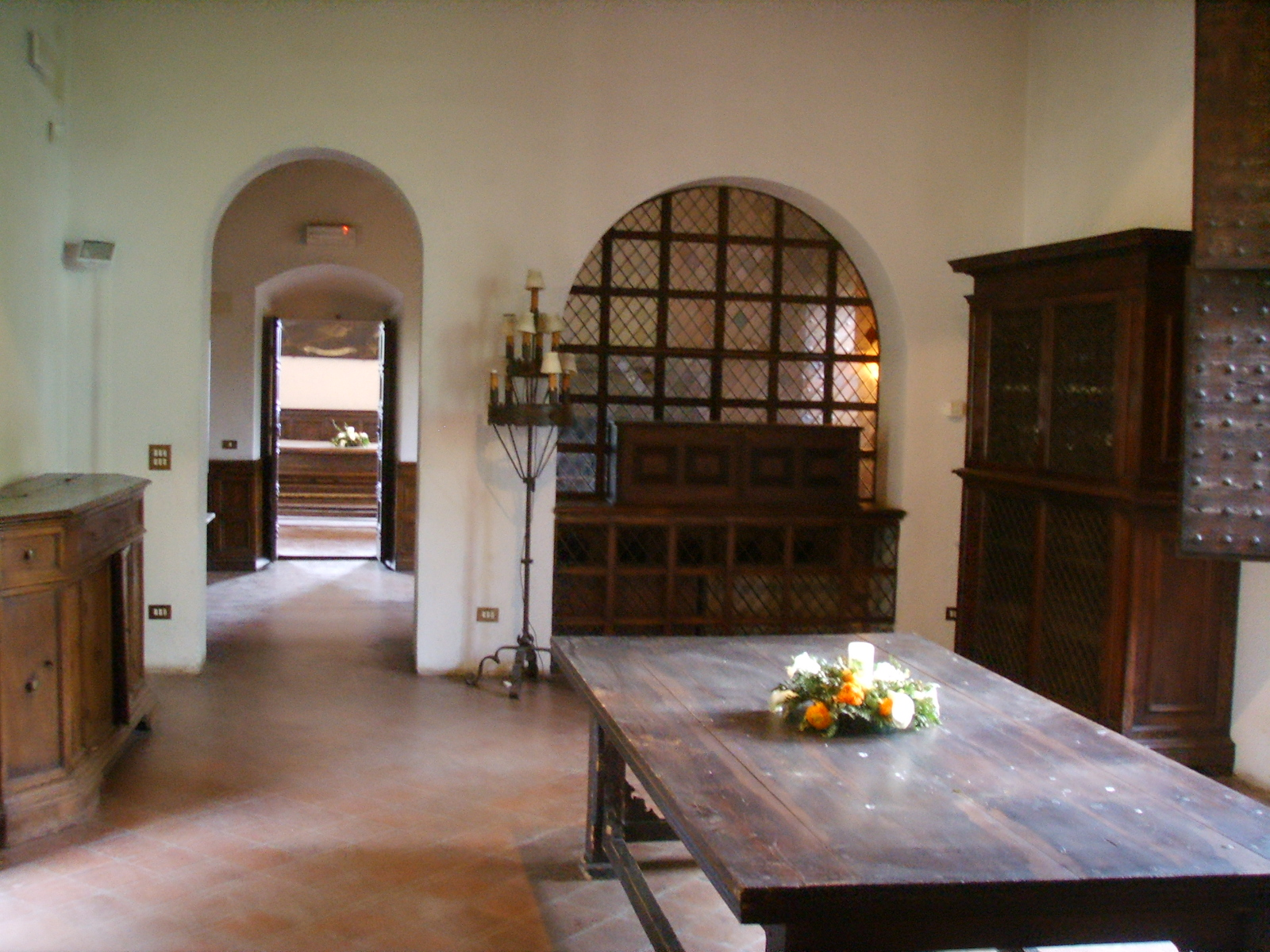
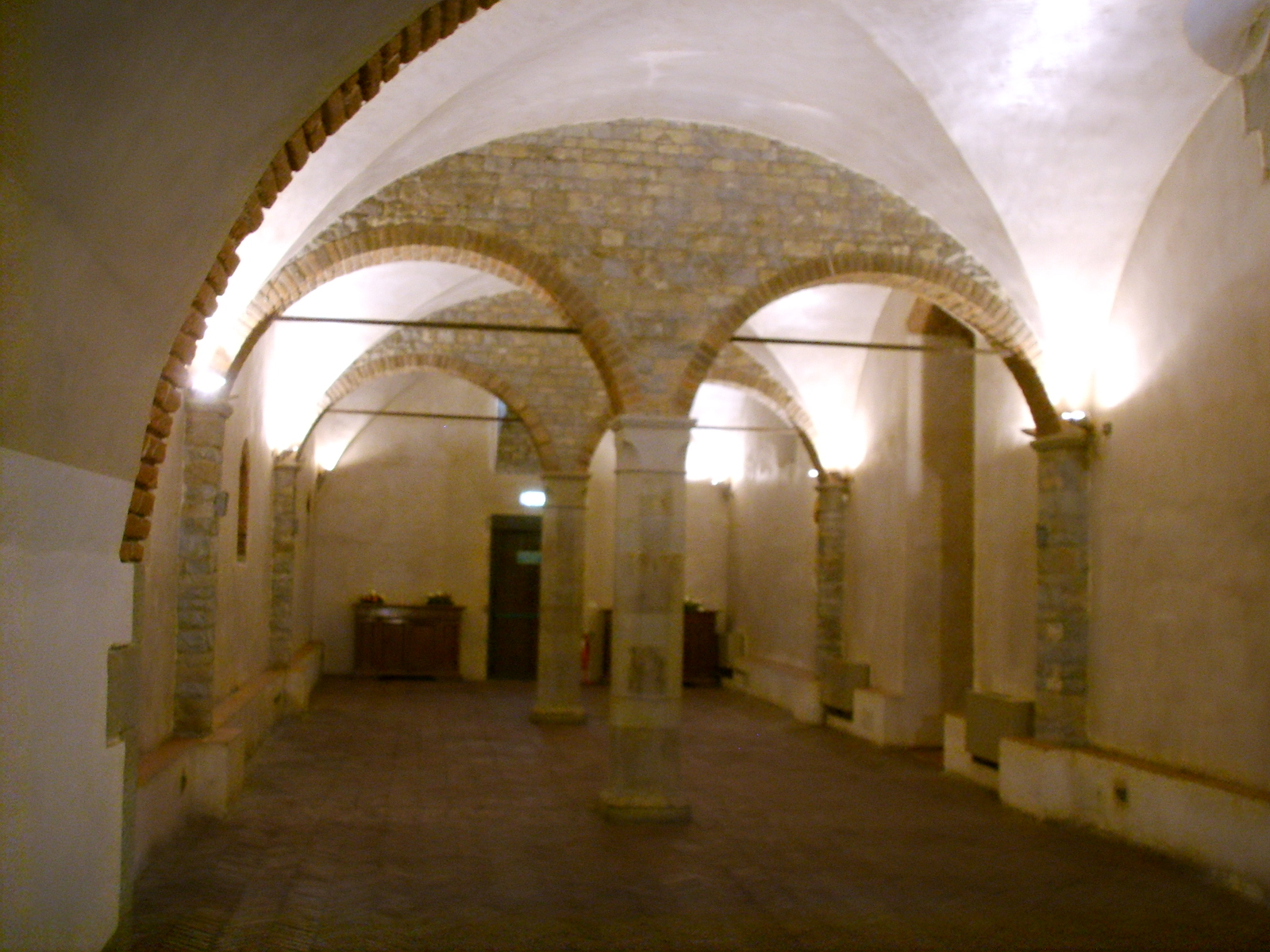